# Úlfar Þórðarson
Úlfar Þórðarson (ur. 2 sierpnia 1911 w Kleppur, zm. 28 lutego 2002 w Reykjavík) – islandzki piłkarz wodny, olimpijczyk.
Uczestnik Letnich Igrzysk Olimpijskich 1936 w Berlinie. Wraz z drużyną narodową wystąpił we wszystkich trzech meczach fazy grupowej (grał na pozycji napastnika). Islandia rozegrała spotkania przeciwko reprezentacjom: Szwajcarii (1–7), Szwecji (0–11) i Austrii (0–6). Islandczycy zajęli ostatnie miejsce w grupie, a w końcowej klasyfikacji ostatnie 13. miejsce wraz z trzema innymi zespołami.